# 刘孝义
刘孝义（1930年11月—），男，辽宁沈阳人，中国土壤学家，曾任沈阳农业大学教授、博士生导师。